# T·R·奈特
TR奈特（英語：T. R. Knight，1973年3月26日—），本名西奥多·雷蒙·奈特（Theodore Raymond Knight），是一位美國演員。

## 簡介
出生於美國明尼苏达州的明尼阿波利斯，從五歲起，他就在當地的格思里劇院（Guthrie Theater）中演出，展開演員生涯。他曾在ABC頻道的影集《實習醫生》中飾演喬治·歐麥立一角。他也經常在其他影集中客串演出。此外，奈特也是一位經驗豐富的舞台演員。高中畢業後，奈特並沒有繼續就讀大學，而是到包括格思里在內的多間劇院學習演出技巧。之後他搬到紐約，並在那裡參與百老匯的舞台演出。他最近期的演出是在2003年間，於舞台劇《偽善者》（Tartuffe）中飾演達米斯（Damis）一角。他也曾在2003年獲得戏剧桌奖的提名。

## 外部連結
- T. R. Knight在互联网电影资料库（IMDb）上的資料（英文）
- T. R. Knight在TV.com